# Jezioro Topolskie
Jezioro Topolskie – jezioro w woj. wielkopolskim, w powiecie pilskim, w gminie Łobżenica, leżące na terenie Pojezierza Południowokrajeńskiego.

## Dane morfometryczne
Powierzchnia zwierciadła wody według różnych źródeł wynosi od 20,0 ha przez 25,5 ha do 29,17 ha (lustra wody) lub 32,48 ha (ogólna).
Zwierciadło wody położone jest na wysokości 98,6 m n.p.m. lub 99,3 m n.p.m. Średnia głębokość jeziora wynosi 4,4 m, natomiast głębokość maksymalna 14,6 m.

## Hydronimia
Według spisu opracowanego przez Komisję Nazw Miejscowości i Obiektów Fizjograficznych (KNMiOF) zestandaryzowana nazwa tego jeziora to Jezioro Topolskie. W różnych publikacjach i na mapach topograficznych jezioro to występuje pod nazwą Topola. Dane z państwowego rejestru nazw geograficznych podają dwie oboczne nazwy tego jeziora: Topola i Topolno.